# Blandainville
Blandainville – miejscowość i gmina we Francji, w Regionie Centralnym, w departamencie Eure-et-Loir.
Według danych na rok 1990 gminę zamieszkiwało 200 osób, a gęstość zaludnienia wynosiła 15 osób/km² (wśród 1842 gmin Regionu Centralnego Blandainville plasuje się na 939. miejscu pod względem liczby ludności, natomiast pod względem powierzchni na miejscu 972.).